# Metropolia samarska
Metropolia samarska – jedna z metropolii Rosyjskiego Kościoła Prawosławnego. W jej skład wchodzi pięć eparchii: samarska, kinielska, otradnieńska, syzrańska oraz eparchia togliattińska.
Została erygowana przez Święty Synod Rosyjskiego Kościoła Prawosławnego w marcu 2012. Jej pierwszym ordynariuszem został metropolita (noszący od 2019 tytuł „samarski i nowokujbyszewski”) Sergiusz (Polotkin).